# 华中悬钩子
华中悬钩子（学名：Rubus cockburnianus）是蔷薇科悬钩子属的植物，是中国的特有植物。分布于中国大陆的四川、陕西、云南、河南、西藏等地，生长于海拔900米至3,800米的地区，一般生于向阳山坡灌丛中及沟谷杂木林内，目前尚未由人工引种栽培。